# Zehn kleine Jägermeister
Zehn kleine Jägermeister ist ein Lied der deutschen Band Die Toten Hosen, aufbauend auf dem Kinderlied Zehn kleine Negerlein. Die musikalische Bearbeitung stammt von Wolfgang Rohde. Der Text ist eine Zusammenarbeit von Campino und Hanns Christian Müller. Das Stück wurde von Jon Caffery produziert und vom bandeigenen Label JKP am 26. Januar 1996 als Schlusslied des Albums Opium fürs Volk veröffentlicht. Zehn kleine Jägermeister erschien am 6. September 1996 als Single und erreichte Platz eins der Charts in Deutschland, Österreich und der Schweiz. In Deutschland wurde die Band für mehr als 500.000 verkaufte Exemplare der Maxi-CD mit Platin ausgezeichnet.

## Titel und Gestaltung des Covers
Der Titel des Liedes bezieht sich auch auf den Kräuterlikör mit dem Namen Jägermeister. Das Logo des Herstellers zeigt den Kopf eines Hirschs, umrandet von einem Kranz mit Eichenlaub und einem leuchtenden Kreuz zwischen den Sprossen seines Geweihes.
Die Karikatur auf dem Frontcover der Singleveröffentlichung Zehn kleine Jägermeister von Herbert Druschke ist an dieses Markenzeichen angelehnt. Sie zeigt einen roten Jolly Roger, der einen Joint zwischen den Zähnen hält, vor dunkelgrünem Hintergrund auf einem gelben Kreis. Das Eichenlaub wurde durch zwei Gitarren ersetzt.

## Text
Zehn kleine Jägermeister ist wie die Vorlage eine Zählgeschichte. Sie beginnt mit der Einleitung: „Ein kleiner Jägermeister war nicht gern allein, drum lud er sich zum Weihnachtsfest neun Jägermeister ein“. Das Lied ist in drei Strophen mit jeweils sechs Zeilen eingeteilt. Die Reime erfolgen zum Ende jeder Zeile, zum Teil unrein, paarweise oder im Wechsel.
Von den anfänglich zehn Personen verschwinden in jeder Strophe drei „Jägermeister“ aus verschiedenen Gründen. Der erste verträgt den Konsum von Marihuana nicht, der zweite wird von den anderen umgebracht, weil er materielle Güter besitzt, und der dritte geht verloren, bezogen auf die Rivalität zwischen Köln und Düsseldorf, weil er die Ausfahrt nach Köln nimmt und nicht mit den anderen nach Düsseldorf fährt. Der vierte wird beim Stelldichein mit einer Frau von deren Ehemann aufgehalten, der fünfte wird wegen Steuerhinterziehung inhaftiert und der sechste wird bei einer Polizeikontrolle aus dem Verkehr gezogen. Der siebte Jägermeister stirbt bei der Bundeswehr durch Alkoholvergiftung, der achte erkrankt an der Creutzfeldt-Jakob-Krankheit und der neunte wird nach dem deutschen Asylrecht abgeschoben.
Der Refrain lautet nach der ersten Strophe:
Einer für alle, alle für einen,

wenn einer fort ist, wer wird denn gleich weinen?

Einmal trifft’s jeden, ärger dich nicht,

so geht’s im Leben, du oder ich.
Er wird in der Wiederholung nach der zweiten und dritten Strophe um vier Zeilen erweitert.
Einmal muss jeder gehen

und wenn dein Herz zerbricht,

davon wird die Welt nicht untergehn -

Mensch ärger dich nicht!
In der Coda wird die letzte Zeile des Refrains nochmals wiederholt und mit dem letzten Satz: „Ein kleiner Jägermeister war nicht gern allein, drum lud er sich zum Osterfest neun neue Meister ein.“ hat die Geschichte ein offenes Ende.

## Musik
Die beteiligten Musiker bei der Aufnahme des Liedes waren: Campino, der die Melodiestimme singt, Andreas von Holst und Michael Breitkopf als Gitarristen, Andreas Meurer als Bassist und Schlagzeuger Wolfgang Rohde. Gastmusiker waren Hanns Christian Müller, der Mandoline spielt, die im Intro die Melodie begleitet, und Uli Hiemer, der den Refrain mitsingt.
Das Intro, den Refrain und den Schluss des Liedes tragen die Musiker unisono vor. Nach dem Intro geben Gitarre und Schlagzeug einen Reggae-Rhythmus vor, der in den Strophen übernommen wird.

Reggae-Rhythmus im Intro von Zehn kleine Jägermeister.

Im Refrain spielen die Gitarren hauptsächlich Shuffle oder einen Achtel-Rhythmus.

## Veröffentlichungen

### Lied
Zehn kleine Jägermeister wurde am 6. September 1996 vom Album Opium fürs Volk als Single ausgekoppelt. Die B-Seite enthält eine Coverversion des Songs We Love You von The Rolling Stones und das Lied Der König aus dem Märchenland. Zehn kleine Jägermeister befindet sich zudem auf den Kompilationen Reich & sexy II, die im Jahr 2002 veröffentlicht wurde, und All die ganzen Jahre aus dem Jahr 2011. Liveversionen des Songs erschienen 1996 auf dem Album und der DVD Im Auftrag des Herrn, auf der VHS Die Toten Hosen und die Roten Rosen live 1998 – Wir warten auf’s Christkind, auf der DVD Rock am Ring 2004 – Live, auf der DVD Hals + Beinbruch – Live bei Rock am Ring 2008, auf dem Album Machmalauter Live aus dem Jahr 2009 und auf dem Doppelalbum Der Krach der Republik aus dem Jahr 2013.

### Musikvideo
Zur Musik von Zehn kleine Jägermeister produzierte Ralf Schmerberg im Jahr 1996 einen Zeichentrickfilm, der unter der Regie von Andreas Hykade und Sabine Huber entstanden war. Unter anderem führen die Video-Bilder „in rasender Fahrt durch organische Schlünde, Tunnels, Abgründe und Fallen“. Der Clip wurde im Jahr 1997 mit dem Echo Award der Deutschen Phono-Akademie als bestes deutsches Musikvideo und dem Preis Comet vom Fernsehsender VIVA ausgezeichnet. Zudem wählten ihn die Leser der Zeitschrift Musikexpress zum besten internationalen Video. Das Musikvideo befindet sich auf der DVD Reich & sexy II, die im Jahr 2002 von JKP herausgebracht wurde, und auf dem USB-Stick, der von Wolfgang Rohdes Label Goldene Zeiten im Jahr 2005 vertrieben wurde.